# Escuela napolitana de ópera

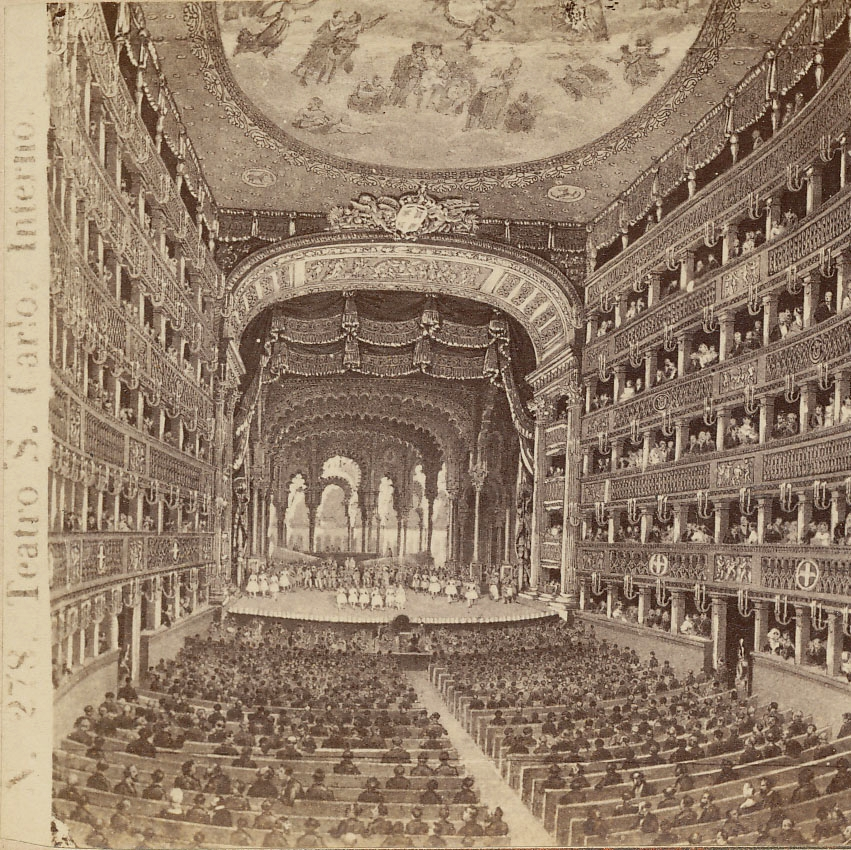
Teatro San Carlo, Nápoles

La escuela napolitana de ópera fue una corriente musical desarrollada en la ciudad italiana de Nápoles entre los siglos xvii y xviii, centrada especialmente en la ópera, aunque también abordó otros géneros musicales, especialmente el oratorio y el concierto.
En la segunda mitad del siglo XVII, en Nápoles se inició un estilo más purista, más clasicista, con argumentos simplificados y óperas más cultas y sofisticadas. Por entonces, Nápoles era una posesión española, y la ópera contó con el patrocinio de los virreyes españoles, especialmente el conde de Oñate. La ópera napolitana introdujo numerosas novedades al género de la ópera, entre las que se encuentra la diferenciación entre ópera seria y ópera bufa. Uno de sus mayores representantes e introductor de las principales reformas operísticas fue Alessandro Scarlatti. La escuela se mantuvo hasta finales del siglo XVIII y prácticamente desapareció con el advenimiento del Romanticismo.

## Características principales
El nacimiento de la escuela napolitana se sitúa en el Barroco. Cuando surgió no hacía aún un siglo del nacimiento de la ópera, como iniciativa de un círculo de eruditos, la Camerata Fiorentina, que, al descubrir que el teatro griego antiguo era cantado, tuvieron la idea de musicalizar textos dramáticos. Así, Jacopo Peri creó La Dafne (1594), a la que siguió Euridice (1600), del mismo autor. Entre el siglo XVII y la primera mitad del xviii se desarrolló el Barroco, un período en que la música culta estaba reservada a las élites sociales, pero que produjo nuevas y ricas formas musicales, y que vio establecer un lenguaje propio para la ópera, que fue ganando riqueza y complejidad no solo en los métodos compositivos y vocales sino en la producción teatral y escenográfica. La ópera barroca destacó por la escenografía complicada, ornamentada, recargada, con cambios repentinos y con complicados efectos lumínicos y sensoriales. Se empleaban numerosos decorados, hasta quince o veinte cambios de escenario por representación. Comenzó el gusto por las voces solistas, principalmente las agudas (tenor, soprano), que conllevó de forma paralela el fenómeno de los castrati, unos cantantes que, al destacar de niños por su voz, eran castrados antes de entrar en la pubertad para que su voz no cambiase, con lo que mantenían una voz aguda, cercana a la femenina.

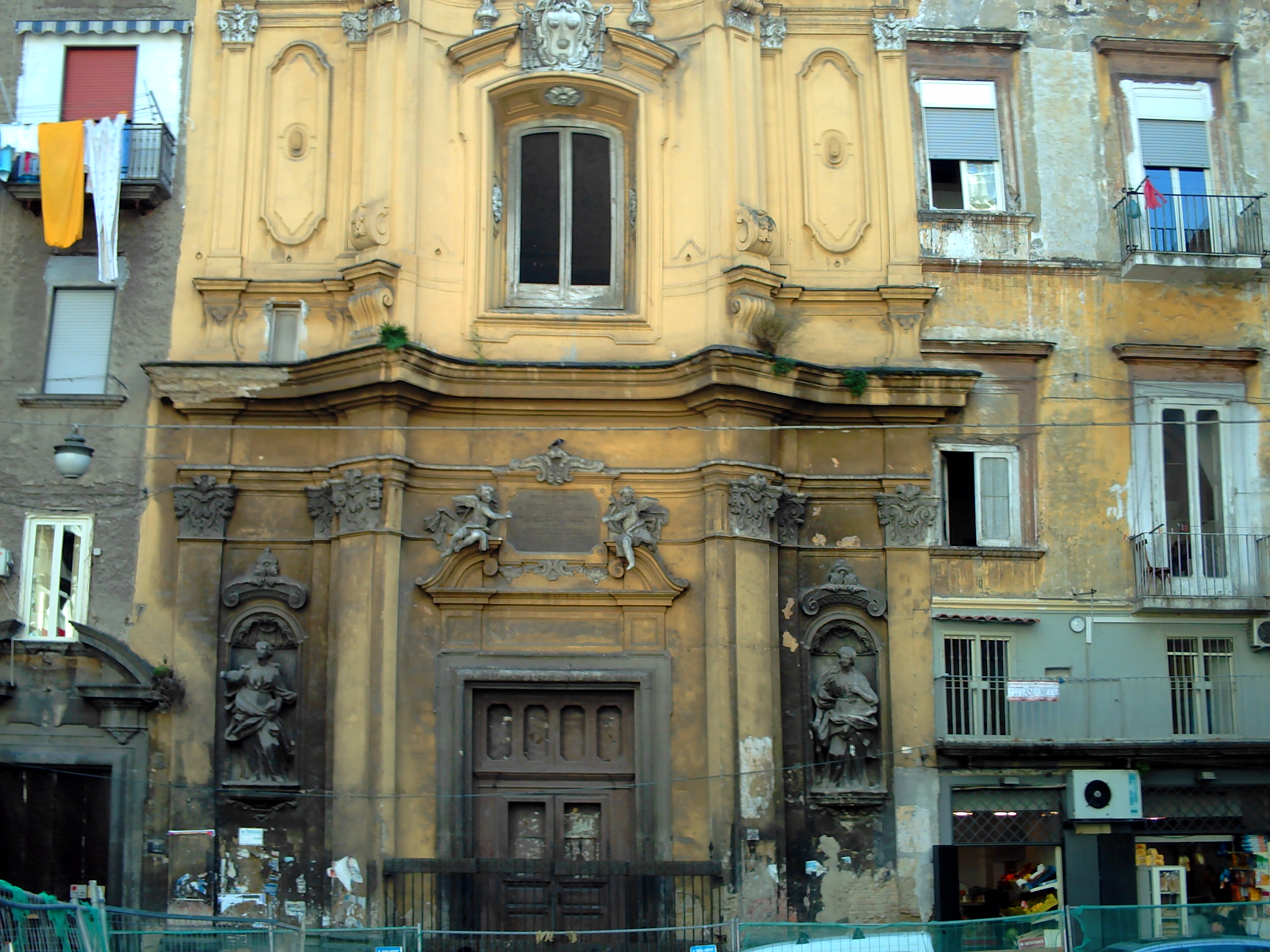
Iglesia de Santa Maria della Colonna, donde se ubicaba el Conservatorio dei Poveri di Gesù Cristo

En Italia, tras las primeras experiencias de la Camerata Fiorentina destacó la escuela veneciana, el primer lugar donde la música se desligó de la protección religiosa o aristocrática para ser representada en lugares públicos. En Venecia surgió el concepto de bel canto, que se popularizó sobre todo en el siglo XIX.
Tras Venecia, el foco de la creación operística se centró en Nápoles. Entre las principales novedades de la ópera napolitana se encuentra la diferenciación entre dos tipos de recitativo: secco, un canto declamado con acompañamiento del bajo continuo; y accompagnato, un canto melódico con música de orquesta. Se eliminaron los personajes cómicos, lo que dio como contrapartida la inclusión de intermezzi cómicos que, ya en el siglo XVIII, dieron origen a la ópera bufa.
Las principales innovaciones fueron introducidas por Alessandro Scarlatti: creó el aria en tres partes (aria da capo), con una estructura tema-variación-tema (ABA); redujo las ornamentaciones vocales y suprimió las improvisaciones que realizaban a menudo los cantantes; también redujo los recitativos y alargó las arias, en una alternancia recitativo-aria, y añadió un tipo de arias más cortas (cavatina) para dar mayor rapidez a la obra, interpretadas por personajes secundarios; por otro lado, junto con su libretista habitual, Apostolo Zeno, eliminó los personajes cómicos y los argumentos intercalados, siguiendo únicamente la historia original.
Para la enseñanza musical existían en Nápoles a finales del siglo XVII cuatro conservatorios: Pietà dei Turchini, Santa Maria de Loreto, I Poveri di Gesù Cristo y Sant'Onofrio a Capuana. Las representaciones operísticas se iniciaron en el teatro del Palacio Virreinal de Nápoles, hasta que en 1620 se inauguró el Teatro San Bartolomeo, que se clausuró tras la creación de un nuevo teatro más grande: el Teatro San Carlo, inaugurado en 1737, uno de los más prestigiosos del mundo. También hubo otros teatros menores: Teatro dei Fiorentini (1709), Teatro Nuovo (1724-1878), Teatro del Fondo (1779, actual Mercadante) y Teatro San Ferdinando (1790).

## Inicios

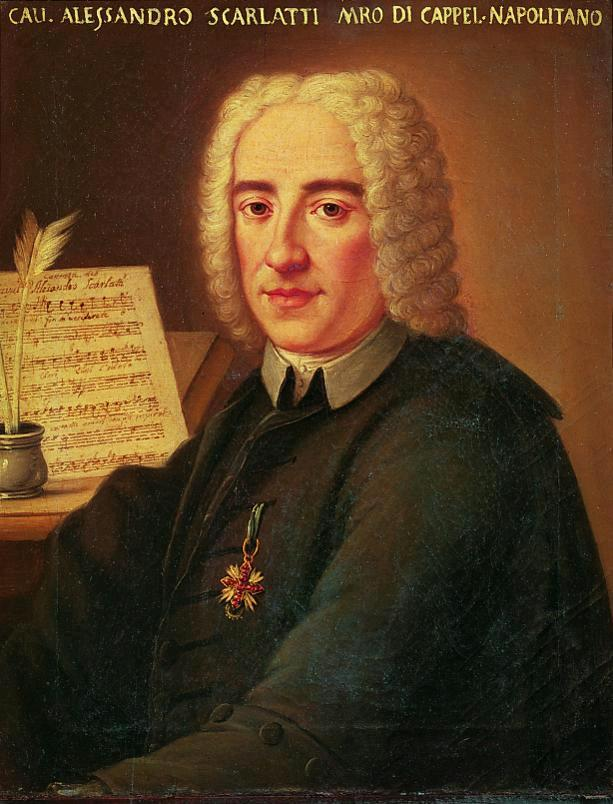
Alessandro Scarlatti

Uno de los primeros compositores de la escuela fue Francesco Provenzale, autor de Lo schiavo di sua moglie (1672) y Difendere l'offensore overo La Stellidaura vendicante (1674). También se considera un precursor de este tipo de ópera a Alessandro Stradella, pese a que compuso la mayoría de sus óperas en Génova: Trespolo tutore (1677), La forza dell'amor patterno (1678), La gare dell'amor eroico (1679).
Su principal representante fue Alessandro Scarlatti, que fue maestro de capilla de Cristina de Suecia y del virrey de Nápoles, así como director del Teatro San Bartolomeo.  Se conocen 114 óperas de Scarlatti, entre las que destacan: Il Mitridate Eupatore (1707), Tigrane (1715), Il trionfo dell'onore (1718) y Griselda (1721). Su hijo Domenico Scarlatti también compuso óperas: L'Ottavia restituita al soglio (1703), La Dirindina (1715).

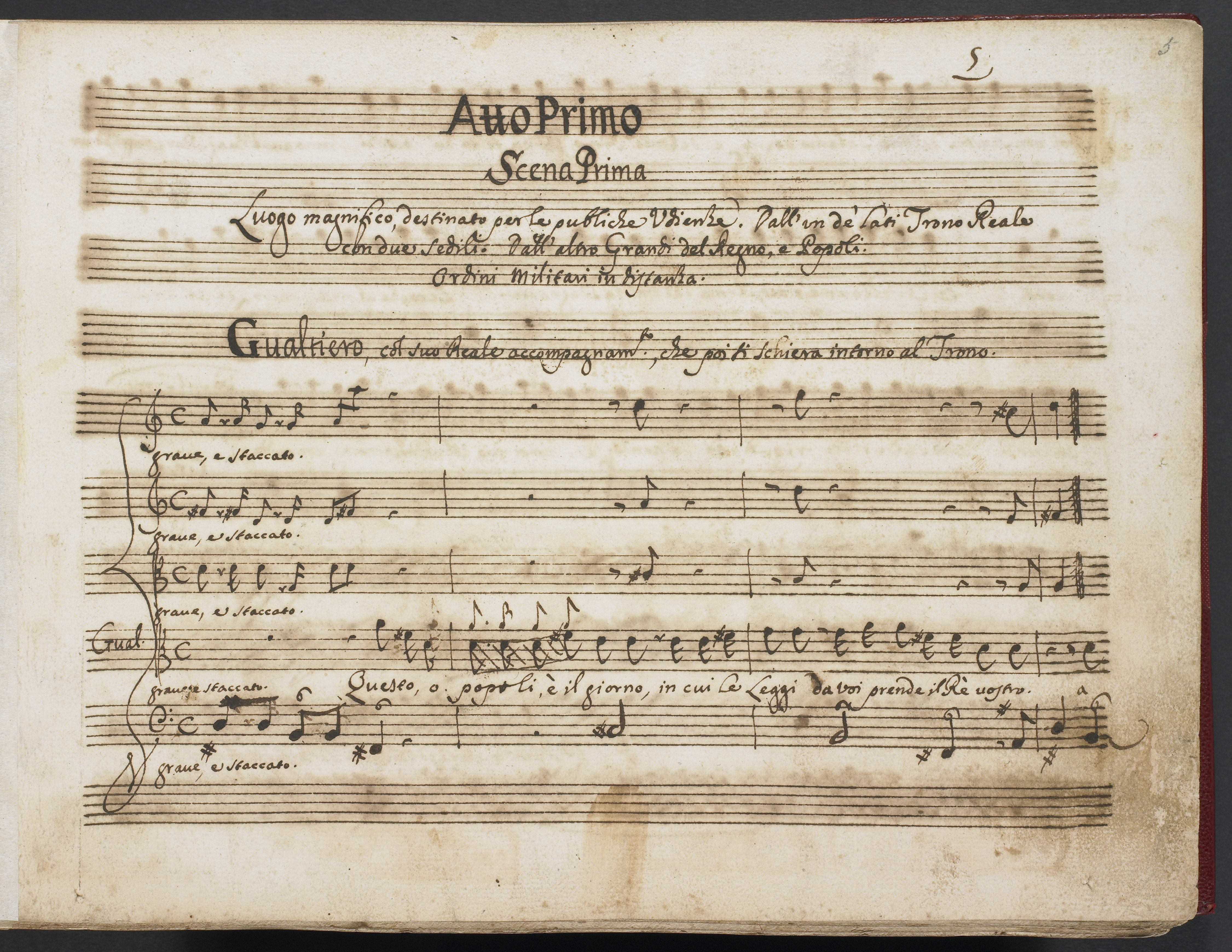
Partitura manuscrita de Alessandro Scarlatti de la ópera Griselda (1721), acto I, escena I

Otro destacado exponente fue Giovanni Battista Pergolesi. Murió a los veintiséis años, pero tuvo una exitosa carrera. En 1732 compuso su primera ópera, La Salustia, que fracasó, y Lo frate 'nnamorato, de género cómico, que cosechó un notable éxito. Al año siguiente estrenó Il prigionier superbo, en cuyos intermedios se representó la obra cómica La serva padrona, que cosechó más éxito que la obra principal. En 1734 compuso Adriano in Siria, con libreto de Pietro Metastasio, en cuyos intermedios se representó la obra cómica Livietta e Tracollo, que cosechó más éxito que la obra principal. Al año siguiente estrenó L'Olimpiade, todavía con libreto de Metastasio, y su última obra, Il Flaminio, de género cómico, que cosechó un notable éxito.
Nicola Porpora fue profesor de canto —tuvo como alumnos a Farinelli y Caffarelli— y composición —entre sus discípulos se encuentra Johann Adolph Hasse—. Fue uno de los primeros en musicalizar libretos de Pietro Metastasio. Entre sus primeras óperas se encuentran Agrippina (1708), Arianna e Teseo (1714) y Angelica (1720). En 1726 se trasladó a Venecia y, en 1733, a Londres, donde fue director musical de la Ópera de la Nobleza ubicada en el King's Theatre, donde estrenó Arianna in Nasso (1733). Más tarde trabajó en Dresde, donde estrenó Filandro (1747), así como Viena, antes de regresar a Nápoles, donde murió en la pobreza.

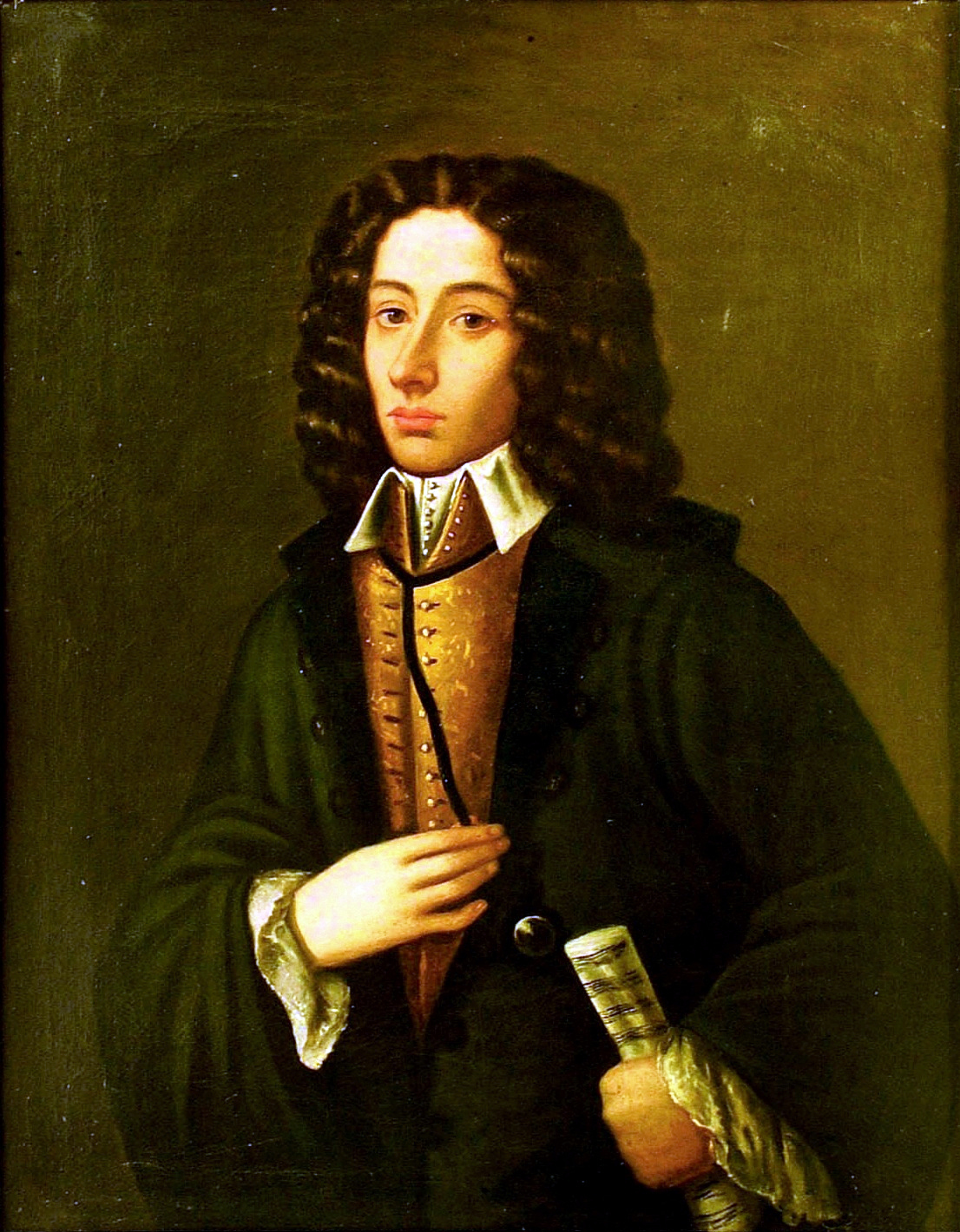
Giovanni Battista Pergolesi

Otros insignes representantes fueron Leonardo Vinci, Leonardo Leo y Giovanni Bononcini. Vinci debutó a los veintitrés años con Lo cecato fauzo (El falso ciego, 1719). En 1722 compuso Li zite 'ngalera (Los amantes de la galera), de género cómico. Ese mismo año cosechó un gran éxito con Publio Cornelio Scipione, lo que le decantó hacia la ópera seria. En 1724 renovó su éxito con Farnace, que le llevó a Roma y Venecia. Le siguieron Didone abbandonata y Siroe, re di Persia, ambas de 1726 y con libreto de Pietro Metastasio. Hasta su muerte en 1730 compuso dos óperas por año, entre las que destacan Alessandro nell'Indie y Artaserse, ambas de 1730 y de nuevo con libretos de Metastasio.

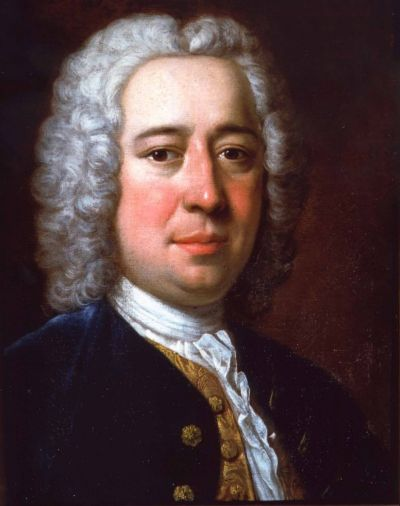
Nicola Porpora

Leo fue organista y músico de iglesia. Su primera ópera fue Il Pisistrate (1714), a los diecinueve años. En 1725 fue nombrado organista de la capilla del virrey de Nápoles. Sus obras eran más conservadoras que las de Vinci y Porpora, basadas en buena medida en el contrapunto. Entre ellas destaca L'Olimpiade (1737), con libreto de Metastasio. Compuso también varias óperas cómicas, a las que otorgó respetabilidad por el empeño puesto en ellas.
Bononcini tuvo un gran éxito inicial con Il trionfo di Camilla (1696, con libreto de Silvio Stampiglia), que se representó en diecinueve ciudades italianas. En 1697 se instaló en Viena, al servicio del emperador José I, hasta que en 1719 fue contratado por la Royal Academy of Music de Londres. Entre sus obras destacan Gli affetti più grandi vinti dal più giusto (1701), Griselda (1722) y Zenobia (1737).
Cabe citar también a: Francesco Feo (L'amor tirannico, 1713; Siface, 1723; Ipermestra, 1724), Gaetano Latilla (Angelica e Orlando, 1735) y Francesco Mancini (L'Alfonso, 1699; Idaspe fedele, 1710; Traiano, 1721).
En último lugar conviene mencionar a Francesco Durante, un insigne compositor que fue uno de los pocos de su tiempo que no se dedicó a la ópera. Fue profesor del Conservatorio Sant'Onofrio de Nápoles, donde tuvo como alumnos a Pergolesi, Piccinni, Jommelli y Paisiello. Se dedicó preferentemente a la música religiosa, así como sonatas, tocatas, cuartetos concertantes y conciertos, con un estilo algo austero pero de gran elegancia y claridad, que apuntaban a las formas del clasicismo.

## Ópera seria y bufa

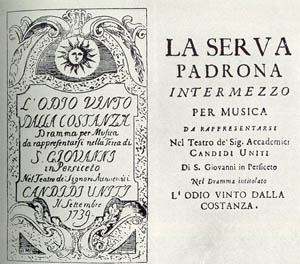
La serva padrona de Giovanni Battista Pergolesi (1733), edición contemporánea del libreto

En torno al segundo cuarto del siglo XVIII la ópera se fue dividiendo en dos géneros contrapuestos: la ópera seria y la ópera bufa. Los temas de la ópera seria se extraían generalmente de la mitología clásica, con un componente moralista, en que se mostraba el lado más virtuoso de los héroes de la antigüedad. Por lo general, se centraba la acción en los recitativos y se dejaban las arias para incursiones líricas de los cantantes, con preferencia por el aria da capo, que vivió su época dorada. La ópera seria quería despojar los dramas líricos de las extravagancias y los argumentos enrevesados utilizados hasta entonces, con un estilo más sobrio inspirado en el antiguo teatro griego.
Sin embargo, la desaparición de personajes cómicos dejó un cierto vacío en un sector del público, generalmente de clase baja, que gustaba de estos personajes. Para contentarlos, se introdujeron unos intermezzi en los entreactos de las obras, que poco a poco fueron ganando éxito hasta que se convirtieron en obras separadas. Un buen ejemplo fue La serva padrona de Pergolesi (1733). A partir de entonces estos intermezzi se independizaron y se convirtieron en espectáculos propios. La ópera bufa era de género cómico, destinada a un público más popular, con influencia de la Commedia dell'arte. Incluía arias y recitativos, pero con intérpretes de segunda fila, los cuales cantaban con sus voces naturales, sin castrati ni sopranos. Las arias eran más cortas y los recitativos mantenían la música, al contrario que en la zarzuela española o el singspiel alemán, que incluían partes únicamente habladas. También había dúos, tríos y cuartetos, ausentes de la ópera seria. La música, generalmente de cuerda, era sencilla, de pequeñas orquestas, aunque con el tiempo se iría equiparando a la de la ópera seria. Con el tiempo, ambos géneros tendieron a fusionarse, apareciendo la ópera semiseria o dramma giocoso.

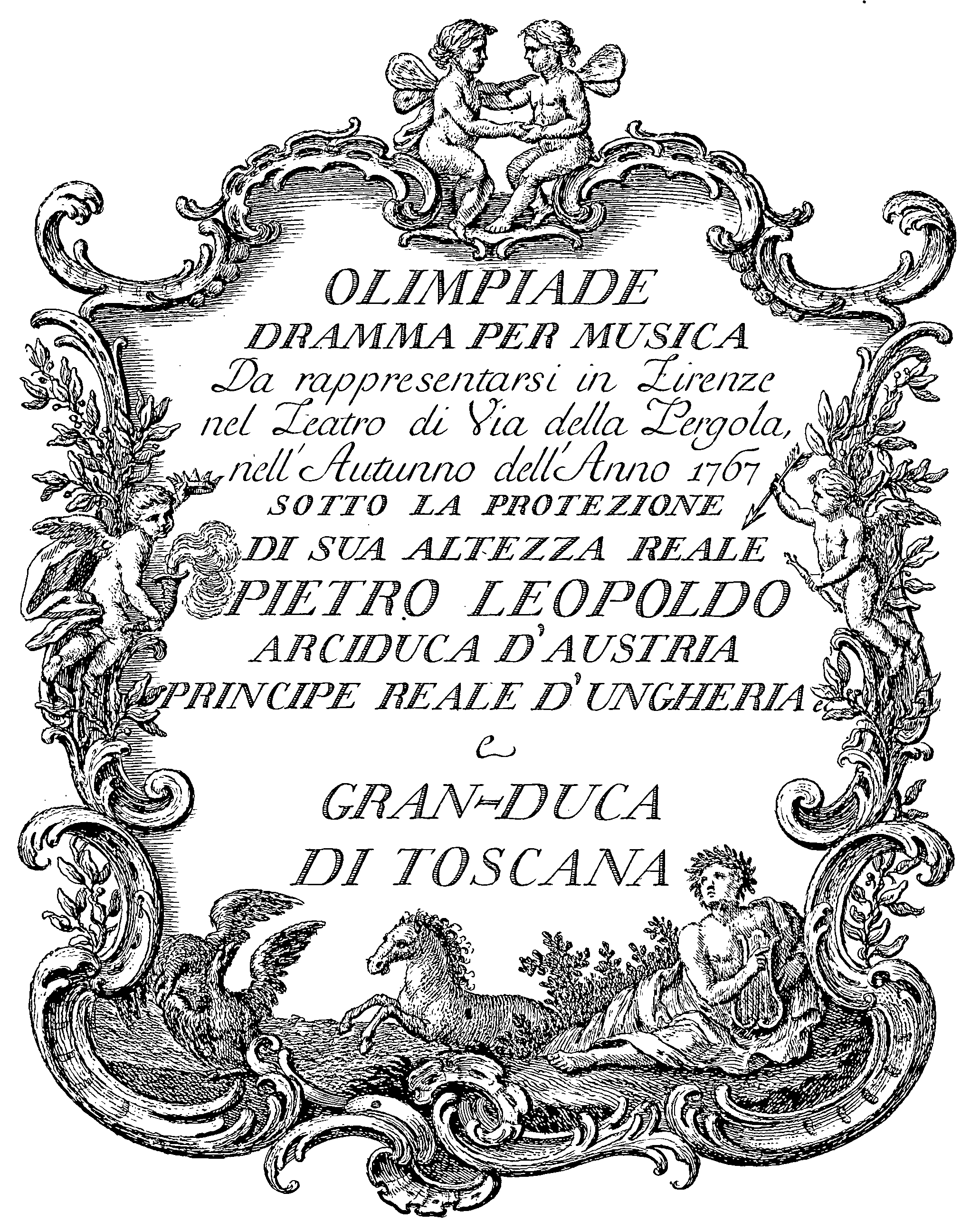
Portada del libreto de L'Olimpiade (1767), de Tommaso Traetta

En el ámbito de la ópera seria destacaron Niccolò Jommelli y Tommaso Traetta. Jommelli estrenó sus primeras óperas en Nápoles: L'errore amoroso (1737), Ricimero (1740) y Astianatte (1741). Tras cosechar fama por estas obras fue nombrado maestro de capilla de San Pedro del Vaticano en 1749 y, cuatro años más tarde, el mismo cargo en Stuttgart, para el duque de Württemberg. En Alemania compuso treinta y tres óperas, y su estilo se germanizó tanto que al regresar a su patria sus obras fueron rechazadas por el público.
Traetta recibió la influencia gluckiana, que aunó a su prodigiosa capacidad para componer corales y melodías elegantes. Sus primeras composiciones fueron para teatros de ópera de Nápoles y Parma (Ippolito e Aricia, 1759; Ifigenia in Tauride, 1763). En 1765 se trasladó a Venecia y, en 1768, a Rusia, donde nombrado director de ópera por la emperatriz Catalina II. Allí compuso, entre otras, Antigone (1772).
Cabe destacar también a Gian Francesco de Majo y Davide Perez. El primero se inició con Ricimero, re dei Goti (1759) y L'Almeria (1761). Estuvo un tiempo en Mannheim, donde estrenó Ifigenia in Tauride (1764), que influyó en Gluck. De vuelta a Nápoles, realizó L'Ulisse (1769) y L'eroe cinese (1770). Perez, de origen español, compuso algunas óperas bufas (La nemica amante, 1735), pero principalmente serias: Siroe (1740), Astarto (1743), Merope (1744), La clemenza di Tito (1749), Demofoonte (1752), Olimpiade (1754), Solimano (1757).

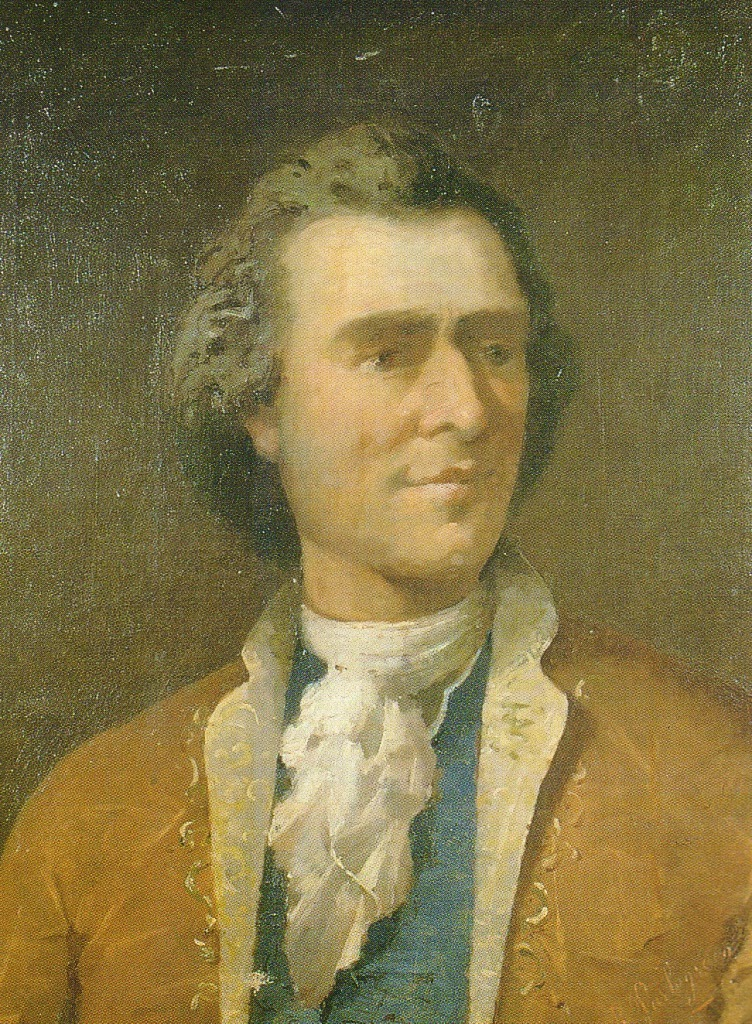
Domingo Terradellas

Hay que citar también a Francesco Araja, afincado en Rusia al servicio de la emperatriz Catalina II, donde estrenó diversas óperas: Il finto Nino, ossia La Semiramide riconosciutta (1737), Artaserse (1738), Russia afitta e consolata (1742), Seleuco (1744). Fue autor también de la primera ópera escrita en ruso, Tsefal i Prokris (Céfalo y Procris, 1755).
Se considera de la escuela napolitana al español Domingo Terradellas (también conocido en italiano como Domenico Terradeglias). Estudió en Nápoles, donde fue alumno de Francesco Durante. En 1736 estrenó su primera ópera, Giuseppe riconosciuto. Se trasladó a Roma, donde fue maestro de capilla de San Giacomo degli Spagnoli y estrenó Astarto (1739), Merope (1743) y Semiramide riconosciuta (1746). Pasó luego a Londres, donde compuso Mitridate (1746) y Bellerofonte (1747). De vuelta a Italia, estrenó en Turín Didone (1750), en Venecia Imeneo in Atene (1750) y en Roma Sesostri (1751).

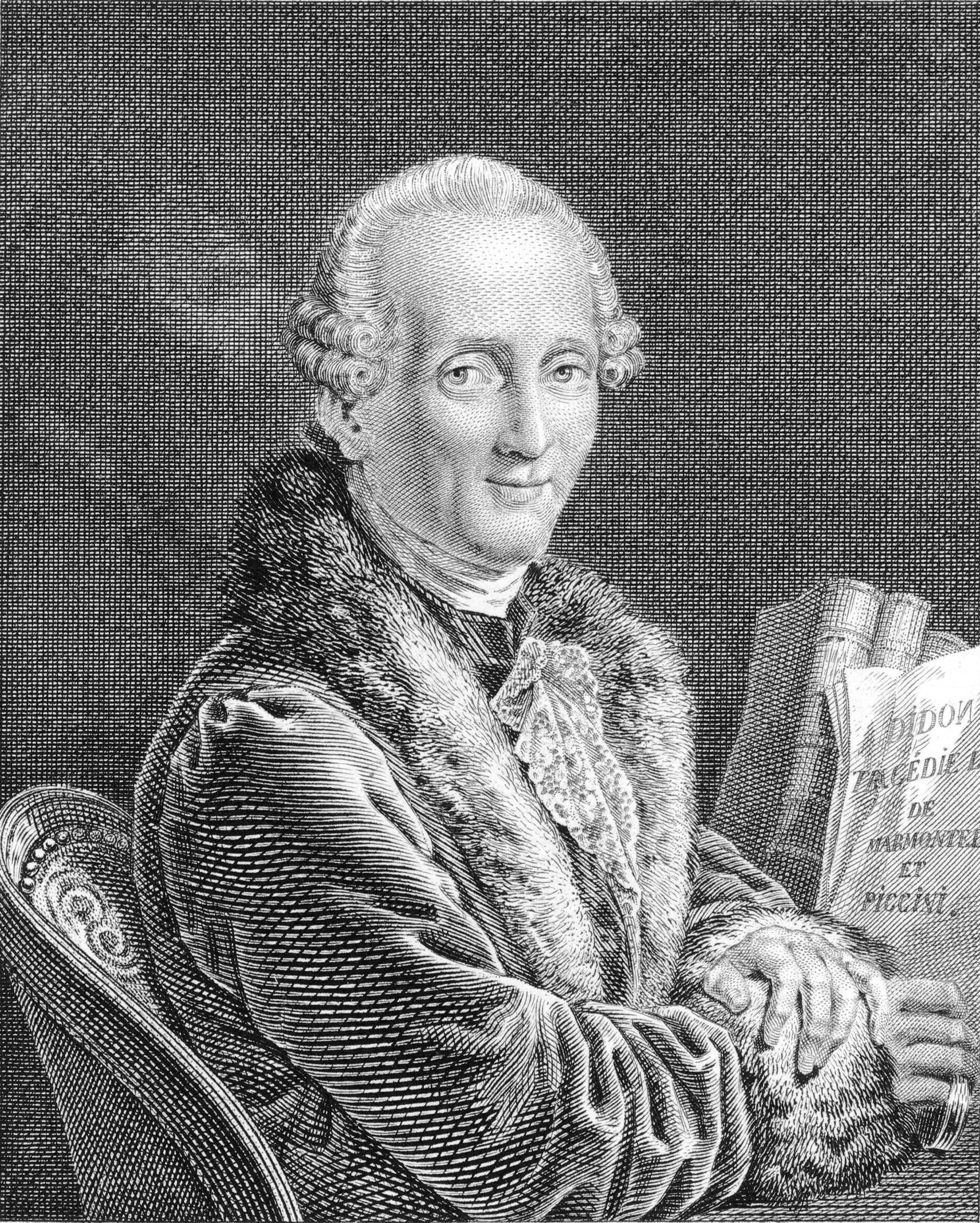
Niccolò Piccinni

Igualmente, estuvo relacionado con la escuela napolitana el alemán Johann Adolph Hasse. Estudió en Nápoles con Scarlatti. Su primera ópera fue Antioco (1721), a los veintidós años, a la que siguieron Sesostrate (1726) y La sorella amante (1729). En 1730 estrenó en Venecia Artaserse, que resultó innovadora por sus contrastes expresivos que permitían un gran lucimiento de los cantantes. Ese año fue nombrado director de la Ópera de Dresde, donde fue uno de los principales promotores de la ópera seria. Dejó unas setenta óperas.
Otros representantes de la escuela napolitana tardobarroca fueron: Girolamo Abos (Artaserse, 1746; Alessandro nell'Indie, 1747), Pasquale Cafaro (La disfatta di Dario, 1756; Creso, 1768), Ignazio Fiorillo (L'Olimpiade, 1745), Pietro Alessandro Guglielmi (L'Olimpiade, 1763; Farnace, 1765; Sesostri, 1766; Alceste, 1768) Giacomo Insanguine (L'osteria di Marechiaro, 1768; Didone abbandonata, 1770), Pietro Domenico Paradisi (Alessandro in Persia, 1738; Le muse in gara, 1740; Fetonte 1747; La Forza d'amore, 1751) y Antonio Sacchini (La contadina in corte, 1765).
Entre los compositores de ópera bufa destacó Niccolò Piccinni.  Fue un prolífico compositor, autor de unas ciento veinte obras. Inició su carrera con Le donne dispettose (1754). Su mayor éxito fue La Cecchina, ossia la buona figliuola (1760), con libreto de Carlo Goldoni, basado en la Pamela de Samuel Richardson, que suele ser considerada la primera ópera semiseria. En 1776 fue invitado a París, donde mantuvo una tensa rivalidad con Gluck: ambos compusieron una Iphigénie en Tauride, pero la ópera de Gluck (1779) tuvo más éxito que la de Piccinni (1781). Piccinni introdujo el aria rondó, que tenía una estructura en dos partes lenta y rápida, repetida dos veces.
Otros autores de ópera bufa fueron: Pasquale Anfossi (La finta giardiniera, 1774; La maga Circe, 1788), Gennaro Astarita (Il corsaro algerino, 1765; L'astuta cameriera, 1770), Francesco Coradini (Lo 'ngiegno de le femmine, 1724; L'oracolo di Dejana, 1725), Domenico Fischietti (Il mercato di Malmantile, 1756), Giuseppe Gazzaniga (Don Giovanni Tenorio, 1787), Nicola Logroscino (Il governatore, 1747) y Giacomo Tritto (La fedeltà in amore, 1764).

## Clasicismo

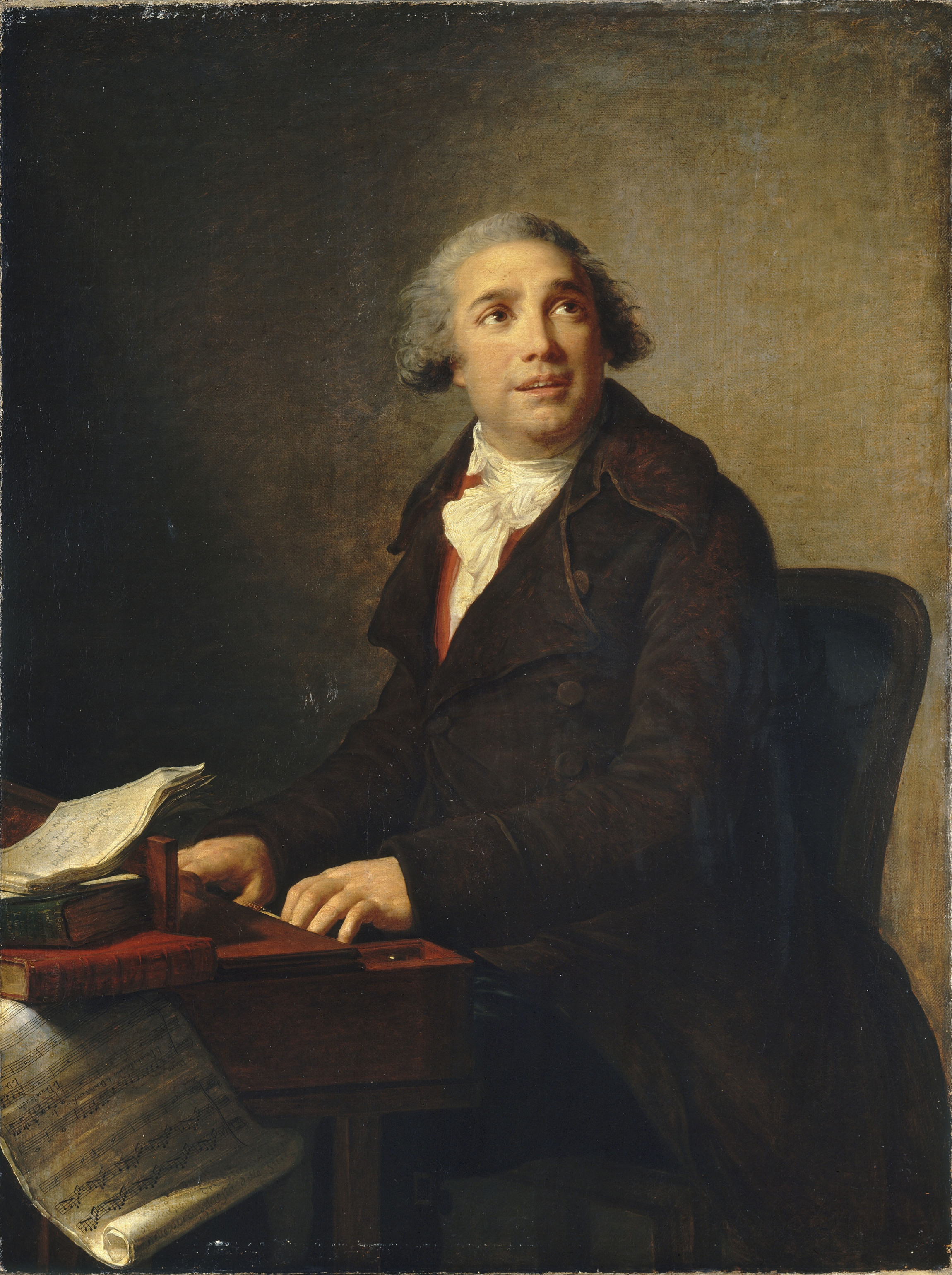
Giovanni Paisiello

Entre el último tercio del siglo XVIII y principios del siglo XIX se dio la música clásica —no confundir con el concepto general de «música clásica» entendida como la música vocal e instrumental de tradición culta producida desde la Edad Media hasta la actualidad—, que supuso  la culminación de las formas instrumentales, consolidadas con la definitiva estructuración de la orquesta moderna. El clasicismo se manifestó en el equilibrio y la serenidad de la composición, la búsqueda de la belleza formal, de la perfección, en formas armoniosas e inspiradoras de altos valores. Se buscaba la creación de un lenguaje musical universal, una armonización entre la forma y el contenido musical. Se empezó a valorar el gusto del público, con lo que surgió una nueva forma de producir la obra musical, así como nuevas formas de mecenazgo. La ópera siguió gozando de gran popularidad, aunque fue sufriendo una paulatina evolución acorde a las novedades introducidas por el clasicismo. La orquesta se amplió y la música instrumental fue cobrando cada vez mayor protagonismo respecto a la línea vocal.

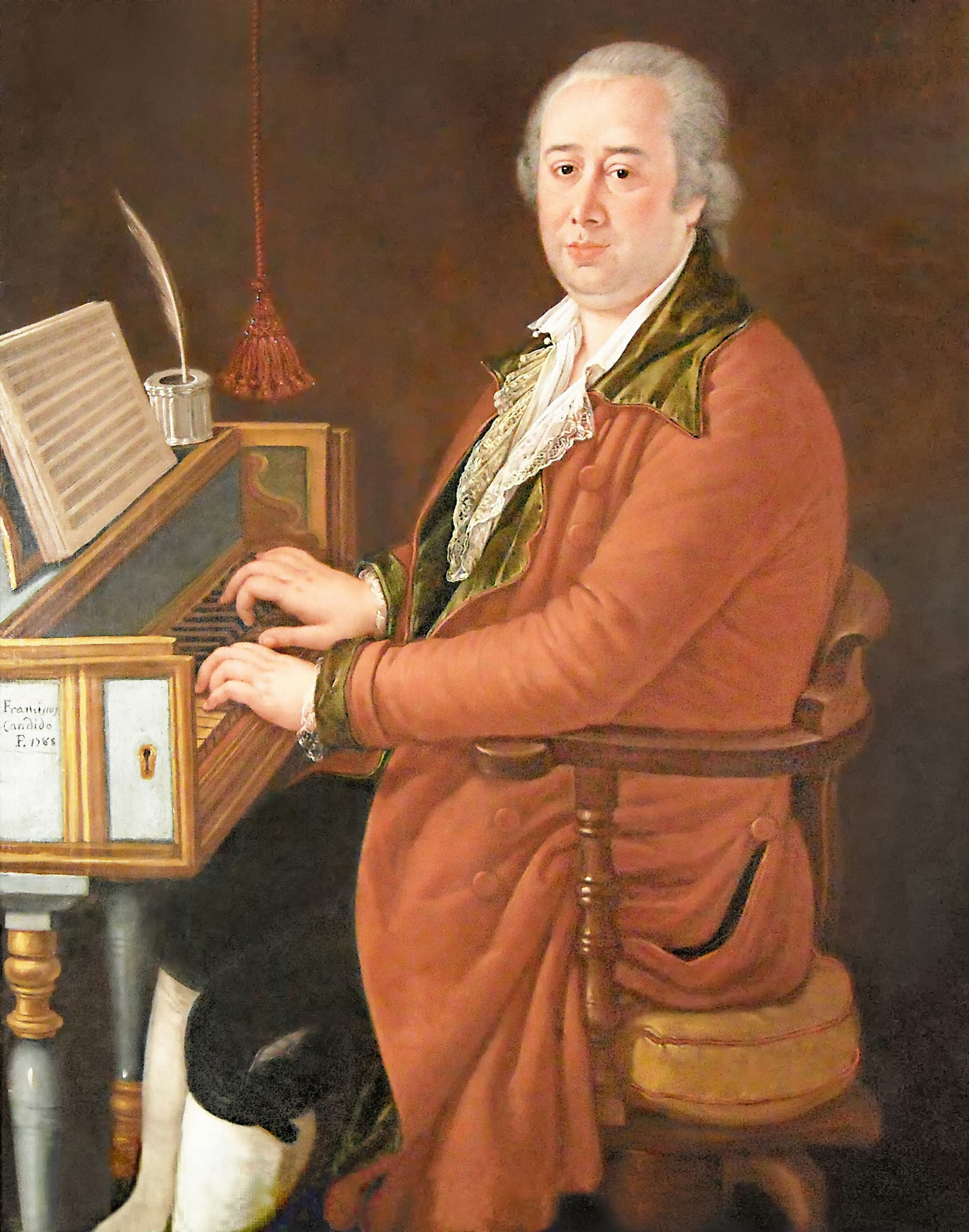
Domenico Cimarosa

En esta época, destacó la obra de Giovanni Paisiello y Domenico Cimarosa. Paisiello se inició en la ópera bufa (L'idolo cinese, 1767). En 1776 fue invitado a San Petersburgo, donde compuso Lucinda ed Armidoro (1777), Nitteti (1777) e Il barbiere di Siviglia (1782), sobre la obra de Beaumarchais, que también versionaría más adelante Rossini. En 1784 volvió a Viena, donde compuso Il re Teodoro in Venezia y, poco después, fue nombrado maestro de capilla del rey Fernando IV de Nápoles, para el que compuso su mayor éxito Nina, o sia La pazza per amore (1789). Compuso unas ochenta óperas, en género serio y bufo, aunque este último más dramático que el habitual, con lo que ayudó a prestigiarlo.
Cimarosa fue un prolífico compositor, que a los treinta y cinco años había compuesto quince óperas, cuando en 1787 fue nombrado maestro de capilla en San Petersburgo, donde estrenó La vergine del sole (1788) y Cleopatra (1789). En 1791 fue nombrado maestro de capilla en Viena, donde al año siguiente cosechó su mayor éxito con Il matrimonio segreto. Su producción final fue de unas sesenta óperas, en las que denotó una gran intensidad vital y calidez melódica.
Nicola Antonio Zingarelli fue el último gran representante de la escuela napolitana. Su primer éxito fue Montezuma (1781), que estrenó en el Teatro San Carlo y fue luego representada por Haydn en Esterháza. Realizó óperas bufas (Il mercato di Monfregoso, 1792; La secchia rapita, 1793) y serias (Artaserse, 1793; Giulietta e Romeo, 1796; Edipo a Colono, 1802).
Otros exponentes fueron: Gaetano Andreozzi (Giulio Cesare, 1789; La principessa filosofa, 1794), Francesco Bianchi (Il Gran Cid, 1773; La vilanella rapita, 1783; La vendetta di Nino, 1790; Ines de Castro, 1794), Valentino Fioravanti (Le cantatrici villane, 1798), Giuseppe Mosca (I tre mariti, 1811), Silvestro Palma (La pietra simpatica, 1795) y Angelo Tarchi (Le disgrazie fortunate, 1781; Il guerriero immaginario, 1783).